# Cappella de' Picenardi
Cappella de' Picenardi là một đô thị ở tỉnh Cremona, vùng Lombardia của Italia, có vị trí cách khoảng 90 km về phía đông nam của Milan và khoảng 15 km về phía đông của Cremona. Tại thời điểm ngày 31 tháng 12 năm 2004, đô thị này có dân số 477 người và diện tích là 14,1 km².
Cappella de' Picenardi giáp các đô thị: Ca' d'Andrea, Cicognolo, Derovere, Pescarolo ed Uniti, Pessina Cremonese, Pieve San Giacomo, Torre de' Picenardi.